# Grå trubbnäsapa
Grå trubbnäsapa eller Brelichs trubbnäsa (Rhinopithecus brelichi)  är en art bland däggdjuren som först beskrevs av Thomas 1903. Den gyllene trubbnäsapan ingår i släktet Rhinopithecus (trubbnäsapor), och familjen markattartade apor. Inga underarter finns listade. Den förekommer i bergsområdet Fanjing i den kinesiska provinsen Guizhou och listas av IUCN som akut hotad.

## Utseende
Som namnet antyder har arten huvudsakligen en gråbrun päls. Skägget, huvudets topp, underarmarna och svansen (med undantag av den gula spetsen) är däremot svarta. Ansiktet är nästan naket och huden där har en ljusblå till vit färg. Den gråa trubbnäsapan når en kroppslängd (huvud och bål) av 64 till 73 cm och en svanslängd av 70 till 97 cm. Hannar är med cirka 15 kg tydlig tyngre än honor som väger cirka 8 kg.

## Ekologi
Individerna är aktiva på dagen och klättrar främst i träd. Ibland kommer de ner till marken. En alfahanne, några honor och deras ungar bildar en flock. Dessutom finns ungkarlsflockar där även några äldre hannar kan vara med. Ibland sammansluter sig flera flockar till en stor grupp med upp till 400 medlemmar.
Habitatet utgörs av städsegröna och lövfällande skogar i bergstrakten Fanjing som ligger 1400 till 2300 meter över havet. Under vintern vandrar apan ofta till lägre områden.
Grå trubbnäsapa äter blad, frukter, frön, unga växtskott samt några insekter och deras larver. Dräktigheten varar ungefär 200 dagar och sedan föder honan i april eller maj ett ungdjur, sällan två. Honor blir efter fyra till fem år könsmogna och hannar efter cirka sju år.

## Hot
Arten hotas av tjuvskyttar och av skogsavverkningar. I utbredningsområdet byggs vägar och anläggningar för turister.